# Agrias meunieri
Agrias meunieri är en fjärilsart som beskrevs av Le Moult 1926. Agrias meunieri ingår i släktet Agrias och familjen praktfjärilar. Inga underarter finns listade i Catalogue of Life.